# ハインリヒ2世 (アイレンブルク伯)
ハインリヒ2世（Heinrich II., 1103年頃 - 1123年）は、ヴェッティン家のアイレンブルク伯、マイセン辺境伯（在位：1103年 - 1123年）。ハインリヒ1世（年長のハインリヒ）と妃ゲルトルートの一人息子。同名の父との区別のため、年若のハインリヒ（der Jüngere）と呼ばれる。

## 生涯
母は父の死後、まだ生まれていない子供のためにマイセン辺境伯位を要求した。その後ハインリヒが生まれたが、高齢（43歳）であったため妊娠について疑念を持たれると、集めた民衆の前で衣服の下腹部を破いてその腹部を証拠として示して見せた。政敵は、彼女が生んだのは女児であって、料理人の息子と交換したのだとの噂を流した。
母の後見下、ハインリヒ2世は父の遺領であるマイセン、オストマルク及びラウジッツの領主権を獲得した。しかし、父の従弟にあたるコンラートはその正当性に疑念を主張している。1117年に母が亡くなり、成人するとコンラートとの間で私闘が始まり、1121年にコンラートを捕らえた。コンラートはハインリヒ2世が亡くなるまで捕らえられたままでおかれた。
1123年の初め、ハインリヒ2世はハルバーシュタット司教ラインハルトのために義兄弟のシュターデ辺境伯ハインリヒと共にザクセン公ロタールと戦った。しかし、1123年の9月または10月に若くして毒殺された。アーデルハイト・フォン・シュターデと結婚していたが、この結婚から子供は生まれなかった。
ハインリヒ2世の死により解放されたコンラートはマイセン辺境伯を要求、神聖ローマ皇帝ハインリヒ5世がマイセン辺境伯に指名したグロイチュ伯ヴィプレヒト2世に対抗するため、ザクセン公ロタール支持を示した。この主張に基づき、ロタールはヴィプレヒト2世を追放、コンラートをマイセン辺境伯に任命し、バレンシュテット伯アルブレヒト熊公にオストマルクの残り部分を与えた。ヴィプレヒト2世の息子であるハインリヒ・フォン・グロイチュはラウジッツを手に入れた。